# Oleg Polunin
Pour les articles homonymes, voir Polunin.
Oleg Vladimirovitch Polunin (né le 28 novembre 1914 et mort le 2 juillet 1985) est un botaniste, professeur et explorateur anglais. Lui et ses deux frères, Nicholas Polunin (1909–1997), botaniste et écologiste, et Ivan Polunin (1920-2010), photographe et ethnologue, sont connus pour leurs travaux en sciences naturelles.

## Biographie
Il est le second fils du peintre Vladimir Polunin et du sculpteur Elizabeth Violet Hart, immortalisée par Pierre Roché dans son roman Les Deux Anglaises et le continent.
Après ses études au Magdalen College à Oxford, Oleg Polunin enseigna durant plus de 30 ans à la Charterhouse School à Godalming dans le Surrey. Il se lança ensuite dans la rédaction de guides de vulgarisation sur la flore de l'Europe et de l'Himalaya, dont le plus connu est Flowers of Europe (1969), ouvrage classique qui s'adresse autant aux botanistes qu'au grand public. Polunin effectua de nombreux voyages pour récolter et photographier des plantes et il récolta plusieurs nouvelles espèces.
En 1932, il reçut le H. H. Bloomer Award de la Linnean Society of London.

## Principales publications
- Flowers of the Mediterranean, Chatto & Windus, 1967 (traduction en français : Fleurs du Bassin Méditerranéen, Paris, Nathan, 1967)
- Flowers of Europe: a field guide, Oxford University Press, 1969
- The Concise Flowers of Europe, Oxford University Press, 1972 (traduction en français : Guide des Plantes de l'Europe, Paris, Nathan, 1974)
- Flowers of South West Europe, Oxford University Press, 1973  (ISBN 0-192-17625-0)
- Trees and Bushes of Europe, Oxford University Press, 1976 (traduction en français : Arbres et arbustes d'Europe, Paris, Delachaux et Niestlé, 1983  (ISBN 2603004719))
- Flowers of Greece and the Balkans, Oxford University Press, 1980  (ISBN 0-192-17626-9)
- Flowers of the Himalaya, Oxford University Press, 1985
- A Guide to the Vegetation of Britain and Europe, Oxford University Press, 1985,  (ISBN 0-192-17713-3)
- Concise Flowers of the Himalaya, Oxford University Press, 1987
- Collins Photoguide to Wild Flowers of Britain and Northern Europe, Collins, 1988  (ISBN 0-002-19709-X)

## Source
- (en) Cet article est partiellement ou en totalité issu de l’article de Wikipédia en anglais intitulé « Oleg Polunin » (voir la liste des auteurs).